# Yang Jiang
Yang Jiang (chino tradicional:楊絳, pinyin: Yáng Jiàng; Pekín, 17 de julio de 1911-ibídem, 25 de mayo de 2016) fue una dramaturga, autora y traductora china. Publicó varias comedias con éxito y fue la primera persona en traducir al chino la versión larga del libro Don Quijote de la Mancha.

## Biografía
Se licenció en 1932 en Ciencias Políticas en la Universidad de Sochoow (ubicada entonces en la ciudad actualmente llamada Suzhou). Después realizó el máster de Literatura Extranjera de la prestigiosa Universidad de Tsinghua en Pekín, donde conoció a su marido Qian Zhongshu. Los dos se casaron y acudieron a la Universidad de Oxford para seguir sus estudios, seguida de la Universidad de París I Panthéon-Sorbonne para los cursos de perfecdcionamiento, donde aprendieron el francés y el inglés. Su hija Qian Yuan (chino tradicional:錢瑗) (1937-1999) nació en el Reido Unido y en 1948 los dos regresaron a China con ella. 
Escribió 4 obras de teatro: dos comedias, Deseo de corazón (chino simplificado:《称心如意》) (1943) y Convertir la verdad en lo falso (chino simpificado:《弄真成假》) (1944), una farsa EL juego humano (chino simplificado:《游戏人间》) (1947), y la tragedia Flores azotadas en el viento (chino simplificado:《风絮》) (1947). 
En 1953, Yang Jiang empezó a trabajar como investigadora en el instituto de literatura de la Universidad de Pekín, en el instituto de literatura de la Academia de Ciencias de China y en el instituto de literatura extranjera de la Academia de Ciencias Sociales de China.  
En 1958, Yang Jiang, a su 47 años, decidió aprender español en su tiempo libre. En 1965, empezó con la traducción de la obra original Don Quijote puesto que consideraba que varias traducciones al inglés y al francés eran inadecuadas: "Si quería ser fiel al original, tenía que traducir directamente del original", escribió en 2002. Fue autodidacta del idioma español y terminó el duro trabajo de traducción perseverantemente. Los borradores de su traducción sufrieron durante la Revolución Cultural China—fueron confiscados y tirados a la pila de papeles inútiles, pero sobrevivieron. 
Desde 1966 cuando empezó la revolución cultural, Yang Jiang y su marido, como otros intelectuales, fueron perseguidos y enviados al campo, donde vivieron varios años realizando trabajos forzados y alejados de sus investigaciones, y de los libros. 
En abril de 1978, se publicó <<Don Quijote>>. El junio, se reunió con el rey Juan Carlos l de España, mientras el presidente de china en ese momento, Deng Xiaoping, le dio el libro al rey. 
Después de la década de 1980, Yang Jiang ya no se dedicó a escribir grandes obras, sino a redactar sus memorias. Aunque estos artículos son relativamente cortos, las emociones sinceras reveladas por las palabras sencillas y la sabiduría mostrada por el lenguaje es devoto de todo el mundo. 
En 1986, a su 75 años, recibió el premio Orden de Alfonso X el sabio que reconoce su contribución al desarrollo de la cultura  del país.
Después de la década de 1990, debido a que su marido Qian Zhongshu y su hija Qian Qi murieron de una terrible enfermedad, Yang Jiang dejó de trabajar y se dedicó a ordenar una gran cantidad de manuscritos dejados en casa por su esposo, incluidas las notas de lectura. No volvió a la escritura hasta los 92 años cuando escribió su colección de memorias más popular, Nosotros tres (en chino simplificado:《我们三》), para recordar a su marido y a su hija Qian Yuan, que murió de cáncer un año antes de la muerte de su padre.
En 1992, se publicó la traducción Francia <<Ducha>>.
El 25 de mayo de 2016, Yang Jiang falleció a la edad de 104 años en el Hospital del Colegio de Medicina en Pekín.

## Obras
- Teatro

Deseo de corazón, 1943 (chino simplificado:《称心如意》) 
Convertir la verdad en lo falso,1944 (chino simplificado:《弄真成假》)
EL juego humano,1947 (chino simplificado:《游戏人间》)
Flores azotadas en el viento,1947 (chino simplificado:《风絮》)
- Novela

Ducha (chino simplificado:《洗澡》)
Después de la ducha (chino simplificado:《洗澡之后》)
- Prosa

Nosotros tres, 2003 (chino simplificado:《我们仨》)
Su colección de ensayos de 2003, Nosotres tres, fue un éxito de ventas nacional. No sólo cuenta el último período de la vida de Qian zhongshu y Qian Qi de manera romántica, sino que también recoge las memorias de los viajes a Europa y las historias después del establecimiento de la República Popular China. La hija de Yang Jiang, Qian Yuan, dio el nombre de este libro “Nosotros tres” y escribió el esquema para el libro, pero desafortunadamente se murió en 1997.
- Traducciones de Yang Jiang

Gil Blas (chino simplificado:《吉尔•布拉斯》)
Lazarillo de Tormes (chino simplificado:《小癞子》)
Phaedo (chino simplificado:《斐多：柏拉图对话录之一》)
Don Quijote (chino simplificado:《堂吉诃德》)
La traducción del Don Quijote de Yang Jiang es reconocida como una obra maravillosa de traducción. Hasta ahora se han publicado en total de 700,000 copias, que es la traducción más ampliamente distribuida en la industria china del libro. En el momento en el que se publicó la traducción al chino de Don Quijote en 1978, fue justo cuando el rey Juan Carlos I de España visitaba China, Deng Xiaoping se la dio al Rey de España como regalo. Tras la publicación de la traducción china de Don Quijote, el Gobierno español invitó repetidamente a Yang Jiang a visitar España. Yang Jiang negó la invitación muchas veces debido a que consideraba que no hablaba bien español, pero más tarde en noviembre de 1983, decidió visitar España y recibió hospitalidad del gobierno y de la gente. En octubre de 1986, el rey español otorgó a Yang Jiang el Orden de Alfonso X el Sabio, en reconocimiento a su contribución a la difusión de la cultura española.